# SN 2001hh
SN 2001hh – supernowa typu II odkryta 4 grudnia 2001 roku w galaktyce M-02-57-22. W momencie odkrycia miała maksymalną jasność 17,50m.